# Forst-Längenbühl
Forst-Längenbühl is een gemeente en plaats in het Zwitserse kanton Bern, en maakt deel uit van het district Thun.
Forst-Längenbühl telt 766 inwoners.